# Смешная девчонка
«Смешна́я девчо́нка» (англ. Funny Girl; США, 1968) — музыкальная комедия Уильяма Уайлера, основанная на одноимённом мюзикле о жизни знаменитой американской комедийной актрисы Фанни Брайс, её карьере на Бродвее и в кино, а также романе с предпринимателем и игроком Ники Арнштайном. В 1969 году фильм получил семь номинаций на премию «Оскар», но победа досталась только Барбре Стрейзанд в категории «Лучшая женская роль».
В 2006 году Американский институт киноискусства присудил фильму 16-е место в своем списке Лучшие американские фильмы-мюзиклы за 100 лет по версии AFI. Ранее он занимал 41-е место в списке 100 самых страстных американских фильмов за 100 лет по версии AFI, песни «People» и «Don’t Rain on My Parade» находятся на 13-м и 46-м местах в списке 100 лучших песен из американских фильмов за 100 лет по версии AFI. «Смешная девчонка» считается одним из величайших музыкальных фильмов всех времен.
В 2016 году Библиотека Конгресса США признала фильм «Смешная девчонка» «культурно, исторически или эстетически значимым», включив его в список Национального реестра фильмов.

## Сюжет
Действие фильма происходит в Нью-Йорке. Фанни Брайс, простушка из пригорода, с детства мечтала стать знаменитой и решила начать карьеру с выступлений в водевилях. Во время выступления на роликах Фанни устроила на сцене каламбур[что?], и хозяин театра в бешенстве хотел уволить её, но публика была в восторге от забавной девушки и от её чудесного голоса, и Фанни получила эту работу.
После выступления за кулисами она познакомилась с известным игроком Никки Арнштайном, который очаровал Фанни и, пообещав вскоре увидеться, исчез на долгое время. Но у влюблённой Фанни не было много времени для грусти, так как её карьера начала бурно развиваться и вскоре её заметил знаменитый нью-йоркский конферансье Флоренз Зигфелд, который предложил ей работу в своём шоу «Девушки Зигфелда». На первом же выступлении Фанни предстояло исполнить финальную песню, в которой восхвалялась красота исполнительницы. Но закомплексованная девушка, считающая себя дурнушкой, долго не соглашалась её исполнять, вступив в спор с самим Зигфелдом. Перед ней тогда встал выбор: либо она поёт, либо будет уволена. Фанни всё же согласилась, но из этого исполнения устроила комедийное шоу: она появилась перед публикой в свадебном платье с подушкой у живота, изображая беременную женщину. Конечно же, публике это очень понравилось, но только не Зигфелду, который просто не мог терпеть, чтобы кто-то нарушил его распоряжение. Но восторженная овация публики и несколько выходов на бис опять помогли Фанни сохранить работу. В этот же день в жизни Фанни вновь появился Никки Арнштайн. Он опять очаровал влюблённую в него девушку и, как и прежде, исчез.
Спустя год во время турне шоу «Девушки Зигфелда» на железнодорожном вокзале Фанни встретила Никки. В этот раз она не могла удержаться и, бросив шоу, устремилась вслед за Ником в Европу, и тогда Ник сделал ей предложение; вскоре они поженились. Фанни забеременела и на некоторое время оставила карьеру. Ник продолжал играть и однажды впутался в коррупционную аферу, из-за которой был арестован. Фанни пыталась вытащить мужа из тюрьмы, но Ник был осуждён на три года. Перед тем как сесть в тюрьму, он попросил у Фанни развод, чтобы она могла продолжать жить нормальной жизнью. Фанни не хотела с этим соглашаться, потому что очень любила Ника. Спустя восемнадцать месяцев Ник вернулся, но Фанни теперь понимала, что они стали очень далёкими и нет смысла что-то продолжать. После развода Фанни посвятила себя дочери и своей публике, для которой в свои песни она вкладывала душу.

## В ролях
| Актёр              | Роль                                          |
| ------------------ | --------------------------------------------- |
| Барбра Стрейзанд   | Фанни Брайс (озвучивала Капитолина Кузьмина)  |
| Омар Шариф         | Ники Арнштайн (озвучивал Владимир Сошальский) |
| Кэй Медфорд        | Роуз Брайс (озвучивала Нина Никитина)         |
| Энн Фрэнсис        | Джорджия Джеймс (озвучивала Серафима Холина)  |
| Уолтер Пиджон      | Флоренз Зигфелд (озвучивал Алексей Полевой)   |
| Ли Аллен           | Эдди Райан (озвучивал Юрий Саранцев)          |
| Мэй Квестел        | миссис Стракош (озвучивала Вера Енютина)      |
| Джеральд Мор       | Том Бранка (озвучивал Владимир Балашов)       |
| Фрэнк Фэйлен       | Кини (озвучивал Константин Тыртов)            |
| Митти Лоуренс      | Эмма (озвучивала Антонина Кончакова)          |
| Гертруде Флинн     | миссис О’Мэйли                                |
| Пенни Сантон       | миссис Микер                                  |
| Джон Хэрмон        | менеджер компании (озвучивал Владимир Трошин) |
| Рут Клиффорд       | горничная (в титрах не указана)               |
| Тордис Брандт      | девушка из варьете Флоренса Зигфельда         |
| Беттина Бренна     | девушка из варьете Флоренса Зигфельда         |
| Вирджиния Энн Форд | девушка из варьете Флоренса Зигфельда         |
| Алена Джонстон     | девушка из варьете Флоренса Зигфельда         |
| Карен Ли           | девушка из варьете Флоренса Зигфельда         |
| Мэри Джейн Манглер | девушка из варьете Флоренса Зигфельда         |
| Инга Нилсен        | девушка из варьете Флоренса Зигфельда         |

## Песни из фильма
1. «Overture»
2. «I’m the Greatest Star» — Фанни
3. «If a Girl Isn’t Pretty» — Фанни, миссис Стракош и Роуз
4. «Rollerskate Rag» — Фанни и девушки на роликах
5. «I’d Rather Be Blue Over You» — Фанни
6. «Secondhand Rose» — Фанни
7. «His Love Makes Me Beautiful» — Фанни и компания
8. «People» — Фанни
9. «People (Reprise)» — Фанни
10. «You Are Woman, I Am Man» — Ник и Фанни
11. «Don’t Rain on My Parade» — Фанни
12. «Sadie, Sadie» — Фанни и Ник
13. «The Swan» — Фанни
14. «Funny Girl» — Фанни
15. «My Man» — Фанни
16. «Finale»

## Награды и номинации
- 1969 — премия «Оскар» за лучшую женскую роль (Барбра Стрейзанд), а также ещё 6 номинаций: лучший фильм (Рэймонд Старк), лучшая женская роль второго плана (Кэй Медфорд), лучшая операторская работа (Гарри Стредлинг), лучший монтаж (Роберт Суинк, Мори Уайнтроуб, Уильям Сэндс), лучшая музыка (Уолтер Шарф), лучшая оригинальная песня (Funny Girl, музыка — Жюль Стайн, слова — Боб Меррилл).
- 1969 — премия «Золотой глобус» за лучшую женскую роль в комедии или мюзикле (Барбра Стрейзанд), а также 3 номинации: лучший фильм — комедия или мюзикл, лучший режиссёр (Уильям Уайлер), лучшая оригинальная песня (Funny Girl, музыка — Жюль Стайн, слова — Боб Меррилл).
- 1969 — премия «Давид ди Донателло» в категории «лучшая зарубежная актриса» (Барбра Стрейзанд).
- 1969 — премия Гильдии сценаристов США за лучший американский мюзикл (Изобель Леннарт).
- 1969 — номинация на премию Гильдии кинорежиссёров США за лучшую режиссуру — Художественный фильм (Уильям Уайлер).
- 1970 — 3 номинации на премию BAFTA: лучшая актриса (Барбра Стрейзанд), лучшая операторская работа (Гарри Стредлинг), лучшие костюмы (Ирен Шарафф).4

## Критика
Критики хвалили Стрейзанд, а Полин Кейл из The New Yorker назвала её игру «бравурным выступлением … У Фанни Брайс, роль которой она исполнила, самые остроумные комедийные интонации со времен комедий 30-х годов. Она заставляет письменные диалоги звучать как вдохновенная импровизация. .. Триумфальный талант Стрейзанд преодолевает слабые стороны фильма». В своем обзоре, опубликованном в Chicago Sun-Times, Роджер Эберт назвал Стрейзанд «великолепной» и добавил: «Со времен юной Кэтрин Хепбёрн, это самая настоящая комедийная актриса. На самом деле она вообще не поет песню, она её разыгрывает. Она делает песню руками и лицом, которые просто индивидуальны, это единственный способ описать их. Раньше такого никто не делал. Она поет, и ты действительно счастлив, что ты там». Но самому фильму он дал низкую оценку, отметив, «что фильм слишком затянут, второстепенные персонажи, как правило, деревянные … что делает сам фильм по себе отчасти шизофреническим. Невозможно хвалить одну лишь мисс Стрейзанд, но трудно найти что-то ещё похвальное в этом фильме». Ричард Л. Коу из The Washington Post отметил, что Стрейзанд "вероятно, способна на большее разнообразие, чем это ", но фильм был «настолько ограниченный, что она и картина превратились в длинную, капризную занудную историю». Рената Адлер из The New York Times написала, что «талант Стрейзанд очень сильный», но в фильме «есть что-то снисходительное». Уайлер «относится к Барбре довольно нежно и даже покровительственно», но отметила, что «мисс Стрейзанд это не нужно».
Ян Доусон из британского журнала The Monthly Film Bulletin писал: «История актрисы, чей драматический взлет „из грязи в князи“ сопровождается оборотной стороной успеха — страданием, лежит в основе многих американских мюзиклов. Но Уильяму Уайлеру удается преодолеть клише жанра и создать, в основном благодаря Стрейзанд, драматическую комедию, в которой музыкальные номера иллюстрируют общественный аспект жизни звезды, ни разу не прерывая повествования».